# Indian Music Industry
La Indian Music Industry (IMI) es un fideicomiso que representa a los distribuidores de la industria discográfica en India . Fue fundada el 28 de febrero de 1936 como Industria Fonográfica India (IFI) . Es la segunda organización de la industria musical más antigua del mundo que participó en la protección de los derechos de autor de los productores musicales y en el apoyo al crecimiento de la industria del entretenimiento musical. En 1994, pasó a llamarse Indian Music Industry (IMI) y representó a India en la Federación Internacional de la Industria Fonográfica (IFPI). También está registrado en la Ley de Registro de Sociedades de Bengala Occidental. Todos los principales sellos de música en la India son parte de esta asociación. Compañías discográficas como Saregama India Ltd. (HMV), Universal Music (India), Tips Industries Limited, Sony Music Entertainment (India), Virgin Records, Magnasound, Times Music y varios otros sellos nacionales y regionales prominentes son parte del IMI. El IMI representa más del 75% de todas las ventas legales de música en India.
IMI tiene su domicilio social en Kolkata y su oficina administrativa en Mumbai . También tiene oficinas en Nueva Delhi, Chennai, Bangalore y otras ciudades importantes de la India que trabajan para proteger los derechos de los productores musicales y prevenir la piratería musical . También ha sido instrumental en el lanzamiento de los premios de música IMMIES en colaboración con MTV.
La industria de la música india está dominada en gran medida por las bandas sonoras de películas indias, que representan casi el 80% de los ingresos de la música del país, seguidas de Indi-pop . A partir de 2014, el sello discográfico de música indio más grande es T-Series con una participación de hasta el 35% del mercado indio, seguido por Sony Music India (el sello de propiedad extranjera más grande) con hasta un 25% de participación, y luego Zee Music ( que tiene una asociación con Sony). A partir de 2017, 216 millones de indios usan servicios de transmisión de música como YouTube, Hungama, Gaana y Saavn . T-Series tiene el canal de YouTube más suscrito y más visto del mundo.

## Historia
La industria estuvo dominada por las cintas de casete en las décadas de 1980 y 1990. En 1990, India tenía ventas anuales de casetes de 180 millones de unidades, incluidas las ventas legítimas y piratas. Esto lo convirtió en el segundo mercado de casetes más grande del mundo, después de los Estados Unidos. Para 1998, la industria tenía ganancias anuales de ( US$291 million ).
A principios de la década de 2000, 49 millones de casetes (incluidos 16 millones de cintas piratas) se vendieron cada mes. Más adelante en la década de 2000, la industria hizo la transición a la transmisión en línea, evitando las descargas digitales y de CD .

## Criterios de niveles de certificación.
La industria de la música india ha constituido diferentes y prestigiosos premios para alentar y promover la música. El esquema aprobado de los estándares de discos de oro/platino efectivos para grabaciones de sonido de las compañías miembro lanzadas en un año calendario es el siguiente:
- Las ventas de todo tipo de operadores, ya sean discos de vinilo, casetes de audio, discos compactos, discos compactos MP3, videos musicales (es decir, excluyendo videos caseros) o cualquier otro tipo de operador existente o futuro se consideran en base a una unidad.
- Si una grabación de sonido contiene una combinación de dos programas, cualquier programa que supere la mitad de su duración total puede ponderarse al 50% de las ventas de la grabación de sonido de ese programa. Cualquier programa que comprenda menos de la mitad de la duración total de la grabación de sonido no se contará con el propósito de la certificación.
- Las ventas en los mercados nacionales solo se considerarán para el cálculo de las ventas de la grabación de sonido.
- El límite de tiempo para lograr ventas superiores en cualquier categoría es de un año desde el lanzamiento de la grabación en India.
- Las solicitudes deben ir acompañadas de una copia certificada por el contador público del miembro que indique la fecha de lanzamiento y el número de unidades vendidas, junto con una carta del director gerente o CEO.

## Gráficos
Indian Music Industry no mantiene listas musicales oficiales. Desde 2010, el periódico The Times of India y el canal de radio Radio Mirchi, ambos propiedad del Times Group, han mantenido listas de varias canciones por categoría. Para las listas de álbumes, la industria considera las ventas según iTunes . Para canciones individuales, hay varios otros gráficos como los proporcionados por Saavn y Nokia MixRadio
Principales listas indias
| Nombre de la carta            | Tipo      | Cantidad de canciones / álbumes | Categoría     | árbitro |
| ----------------------------- | --------- | ------------------------------- | ------------- | ------- |
| "listas de iTunes "           | Álbumes   | 100                             | Internacional | [ 11 ]  |
| " Mirchi Top 20 "             | canciones | 20                              | Bollywood     | [ 12 ]  |
| " Angrezi Top 20 "            | canciones | 20                              | Internacional | [ 13 ]  |
| "Tamil Top 20"                | canciones | 20                              | Regional      | [ 14 ]  |
| "Kannada Top 20"              | canciones | 20                              | Regional      | [ 15 ]  |
| "Telugu Top 20"               | canciones | 20                              | Regional      | [ 16 ]  |
| "Los 20 mejores de Malayalam" | canciones | 20                              | Regional      | [ 17 ]  |
| "Los 20 mejores bengalíes"    | canciones | 20                              | Regional      | [ 18 ]  |

## Niveles de certificación
India tiene escalas separadas para certificaciones de grabación de música. Las certificaciones generalmente se basan en ventas, como en otros países asiáticos. Como muchos otros países asiáticos, el repertorio nacional representa la mayoría del mercado de música de la India. Al igual que muchos otros países, los requisitos de ventas de grabación de música en India se redujeron debido a la piratería de música, la disminución de las ventas y el aumento de la transmisión en línea. 
Actual
Los siguientes son los niveles de certificación actuales, a partir de 2019.
| Tipo de liberación   | Individual | Individual | Álbumes | Álbumes |
| Tipo de liberación   | Oro        | Platino    | Oro     | Platino |
| -------------------- | ---------- | ---------- | ------- | ------- |
| Películas hindi      | 120,000    | 240,000    | 75,000  | 150,000 |
| Películas regionales | 60,000     | 120,000    | 40,000  | 80,000  |
| Pop / Básico         | 60,000     | 120,000    | 15,000  | 30,000  |
| Piadoso              | 50,000     | 100,000    | 10,000  | 20,000  |
| Clásica / Folk       | 10,000     | 20,000     | 5,000   | 10,000  |
| Internacional        | 60,000     | 120,000    | 12,000  | 30,000  |

Las unidades individuales y de álbum se miden en términos de unidades Equivalente de pista (TE) y Equivalente de álbum (AE), respectivamente, que son equivalentes a las siguientes unidades de medios.
| Unidad (es) de medios                   | Track Equivalent (TE) | Album Equivalent (AE) |
| --------------------------------------- | --------------------- | --------------------- |
| Descarga de pistas digitales            | 1                     | 10                    |
| Descarga de álbum digital               | N/A                   | 1                     |
| Venta de álbumes físicos                | N/A                   | 1                     |
| CRBT (caller ring-back tones) (30 días) | 2                     | 20                    |
| Seguimiento de transmisiones            | 100                   | 1,000                 |
| Transmisiones de video                  | 300                   | 3.000                 |

Anterior
Antes de la inclusión de la transmisión de música en las certificaciones IMI, se utilizaron los siguientes niveles de certificación entre 2007 y 2013.
| Tipo de liberación   | Oro     | Platino |
| -------------------- | ------- | ------- |
| Hindi Films          | 200,000 | 400,000 |
| Películas regionales | 50,000  | 100,000 |
| Básico regional      | 25,000  | 50,000  |
| Nacional Básico      | 50,000  | 100,000 |
| Clásica / No Clásica | 15,000  | 30,000  |
| Internacional        | 4,000   | 6,000   |

Los siguientes niveles de certificación estuvieron en uso entre 2000 y 2007.
| Tipo de liberación        | Oro     | Platino   |
| ------------------------- | ------- | --------- |
| Hindi Films               | 500,000 | 1,000,000 |
| Películas regionales      | 100,000 | 200,000   |
| Básico regional           | 60,000  | 120,000   |
| Nacional Básico           | 100,000 | 200,000   |
| Clásica / Semiclásica     | 20,000  | 40,000    |
| Internacional (2006-2007) | 10,000  | 20,000    |
| Internacional (2000-2006) | 20,000  | 40,000    |

Los siguientes niveles de certificación estuvieron en uso hasta el año 2000.
| Tipo de liberación | Oro     | Platino   |
| ------------------ | ------- | --------- |
| Películas hindi    | 500,000 | 1,000,000 |
| Indi-pop           | 120,000 | 200,000   |
| Extranjero         | 30,000  | 60,000    |

## Álbumes más vendidos
Los diez mejores
| Rango | Año  | Álbum                       | Director de música  | Letrista (s)                                           | Cantante (s) | Ventas     | Fuentes)      |
| ----- | ---- | --------------------------- | ------------------- | ------------------------------------------------------ | --- | ---------- | ------------- |
| 1     | 1983 | Joven tarang                | Zoheb Hassan, Biddu | Nazia Hassan, Zoheb Hassan, Sehba Akhtar, Amit Khanna  | Nazia Hassan, Zoheb Hassan                                                                                                  | 40,000,000 | [ 30 ] [ 31 ] |
| 2     | 1990 | Aashiqui                    | Nadeem-Shravan      | Sameer, Madan Pal, Rani Malik                          | Kumar Sanu, Anuradha Paudwal, Udit Narayan, Nitin Mukesh                                                                    | 20,000,000 | [ 32 ] [ 33 ] |
| 2     | 1995 | Bolo Ta Ra Ra. .            | Jawahar Wattal      | Daler Mehndi                                           | Daler Mehndi | 20,000,000 | [ 34 ] [ 35 ] |
| 2     | 1995 | Dilwale Dulhania Le Jayenge | Jatin – Lalit       | Anand Bakshi                                           | Lata Mangeshkar, Kumar Sanu, Udit Narayan, Asha Bhosle, Abhijeet, Manpreet Kaur, Pamela Chopra                              | 20,000,000 | [ 36 ] [ 37 ] |
| 5 5   | 1995 | Billo De Ghar               | Abrar-ul-Haq        | Abrar-ul-Haq                                           | Abrar-ul-Haq | 16,000,000 | [ 38 ] [ 39 ] |
| 6 6   | 1995 | Bombay                      | AR Rahman           | Vairamuthu, Mehboob, Veturi Sundararama Murthy         | AR Rahman, Remo Fernandes, Suresh Peters, Swarnalatha, KS Chithra, Hariharan, Kavita Krishnamurthy, Udit Narayan, Annupamaa | 15,000,000 | [ 40 ]        |
| 7 7   | 1981 | Disco Deewane               | Zoheb Hassan, Biddu | Nazia Hassan, Zoheb Hassan, Anwar Khalid, Faruq Qaiser | Nazia Hassan, Zoheb Hassan                                                                                                  | 14,000,000 | [ 41 ]        |
| 8     | 1997 | Dil Toh Pagal Hai           | Uttam Singh         | Anand Bakshi                                           | Lata Mangeshkar, Kumar Sanu, Udit Narayan, Asha Bhosle, Hariharan                                                           | 12,500,000 | [ 42 ]        |
| 9 9   | 1994 | Hum Aapke Hain Kaun         | Raamlaxman          | Ravinder Rawal, Dev Kohli                              | Lata Mangeshkar, Kumar Sanu, SP Balasubramanyam, Udit Narayan, Sharda Sinha, Shailendra Singh                               | 12,000,000 | [ 43 ]        |
| 10    | 1996 | Raja Hindustani             | Nadeem-Shravan      | Sameer                                                 | Kumar Sanu, Udit Narayan, Alka Yagnik, Suresh Wadkar, Sapna Awasthi, Alisha Chinai, Sapna Mukheree, Bela Salukhe            | 11,000,000 | [ 42 ]        |

Por década
| Década | Año  | Álbum                       | Director de música(s) | Lyricist(s)                                                             | Cantante(s)                                                                                    | Ventas     | Fuente(s)            |
| ------ | ---- | --------------------------- | --------------------- | ----------------------------------------------------------------------- | ---------------------------------------------------------------------------------------------- | ---------- | -------------------- |
| 1930s  | 1939 | Aadmi                       | Maestro Krishnarao    | Munsi Aziz                                                              | Shanta Hublikar, Carnero Marathe, Sundara Bai, Shahu Modhak                                    | —          | [cita requerida]     |
| 1940s  | 1949 | Barsaat                     | Shankar Jaikishan     | Hasrat Jaipuri, Shailendra, Ramesh Shashtri, Akhilesh, Jalal Malahabadi | Lata Mangeshkar, Mohammed Rafi, Mukesh                                                         | —          | [cita requerida]     |
| 1950s  | 1951 | Awaara                      | Shankar Jaikishan     | Shailendra, Hasrat Jaipuri                                              | Shamshad Begum, Mukesh, Lata Mangeshkar, Maná Dey, Mohammed Rafi                               | —          | [ 44 ]               |
| 1960s  | 1964 | Sangam                      | Shankar Jaikishan     | Shailendra, Hasrat Jaipuri                                              | Vyjayanthimala, Mukesh, Lata Mangeshkar, Mahendra Kapoor, Mohammed Rafi                        | —          | [ 45 ]               |
| 1970s  | 1973 | Bobby                       | Laxmikant–Pyarelal    | Anand Bakshi, Vitthalbhai Patel                                         | Lata Mangeshkar, Narendra Chanchal, Shailendra Singh, Maná Dey                                 | 1,000,000  | [ 46 ] [ 47 ] [ 48 ] |
| 1970s  | 1975 | Sholay                      | R. D. Burman          | Anand Bakshi, Salim-Javed                                               | Kishore Kumar, Maná Dey, Lata Mangeshkar, Hema Malini, R. D. Burman                            | 1,000,000  | [ 47 ] [ 48 ]        |
| 1980s  | 1983 | Young Tarang                | Zoheb Hassan, Biddu   | Nazia Hassan, Zoheb Hassan, Sehba Akhtar, Amit Khanna                   | Nazia Hassan, Zoheb Hassan                                                                     | 40,000,000 | [ 49 ] [ 50 ]        |
| 1990s  | 1990 | Aashiqui                    | Nadeem–Shravan        | Sameer, Madan Colega, Rani Malik                                        | Kumar Sanu, Anuradha Paudwal, Udit Narayan, Nitin Mukesh                                       | 20,000,000 | [ 51 ] [ 52 ]        |
| 1990s  | 1995 | Bolo Ta Ra Ra..             | Jawahar Wattal        | Daler Mehndi                                                            | Daler Mehndi                                                                                   | 20,000,000 | [ 53 ] [ 54 ]        |
| 1990s  | 1995 | Dilwale Dulhania Le Jayenge | Jatin–Lalit           | Anand Bakshi                                                            | Lata Mangeshkar, Kumar Sanu, Udit Narayan, Asha Bhosle, Abhijeet, Manpreet Kaur, Pamela Chopra | 20,000,000 | [ 55 ] [ 56 ]        |
| 2000s  | 2000 | Mohabbatein                 | Jatin–Lalit           | Anand Bakshi                                                            | Lata Mangeshkar, Udit Narayan, Shweta Pandit, Sonali Bhatawdekar, Ishaan                       | 5,000,000  | [ 57 ]               |
| 2010s  | 2010 | Komaram Puli                | Un. R. Rahman         | Chandrabose                                                             | Un. R. Rahman, Vijay Prakash, Tanvi Shah, Shweta Mohan, Javed Ali, Shreya Ghoshal              | 760,000    | [ 58 ]               |